# 愛媛大学教育学部附属中学校
愛媛大学教育学部附属中学校（えひめだいがくきょういくがくぶふぞくちゅうがっこう）は、愛媛県松山市にある国立中学校。1学年の定員は128名である。

## 概要
1947年（昭和22年）4月、学制改革により愛媛師範学校男女両部に新制中学校を創設され、1948年（昭和23年）4月1日、両附属中学校を合併し愛媛師範学校附属中学校と改称する（松山市三津西須賀町）。1951年（昭和26年）2月、松山市道後町松山市立勝山中学校跡へ校舎を移転する。同年4月1日、愛媛大学教育学部附属中学校と改称し、現在に至る。
1956年（昭和31年）には国立学校として移管された農学部附属農業高等学校が設置されているが、両者の間に中高一貫教育、優先入学制度はなく、中学3年の修了後は近隣で同じ持田町にある愛媛県立松山東高等学校への進学者が大多数を占めていたが、2011年度より附属小学校からの内部進学、および附属高等学校への内部進学制度が開始される。
附属小学校と同一敷地に所在する。一方附属高等学校は大学構内にあり別敷地（愛媛大学樽味キャンパス）に所在する。
市内では珍しい2学期制で、前期と後期に分けられていた。前期後期ともに細かく分割され、前期前半、後半・後期前半、後半などという呼び方があり、前期と後期の間（秋頃）には、秋休みが1週間程度設けられていた。また、弁当持参制で牛乳のみ配布されるのも特徴の一つである。
2023年からは3学期制となった。

## 沿革
- 1947年 - 愛媛師範学校男子部附属中学校、愛媛師範学校女子部附属中学校を創設。
- 1948年 - 両附属中学校を合併し、愛媛師範学校附属中学校と改称。
- 1950年 - 愛媛大学愛媛師範学校附属中学校と改称。
- 1951年 - 愛媛大学教育学部附属中学校と改称。
- 1963年 - 現在地に移転。
- 2008年 - 連携型中高一貫校の愛媛大学附属高等学校が開校。

## 教育目標
校訓：真理と正義の追求
勤労と責任の尊重
健康な心身の錬磨

## 主な施設
- 講堂 → 章光堂を参照。

旧制松山高等学校の講堂として1922年（大正11年）に建設され、1998年（平成10年）に国の登録有形文化財（建造物）に登録される。外見はうぐいす色のネオルネサンス建築風近代建築。多くの学校行事がこの講堂で行われる。
また、2012年（平成24年）夏より耐震化を目的とした大規模な工事が約半年にわたり行われ、今までビニールクロスで覆っていた床は木の床になった。これは、章光堂建設当初のものと同じである。
- 音楽堂・音楽室

校舎に隣接するかたちで放送室、音楽室、音楽堂と並んでいる。ただし、放送室は前は現在の保健室の一部にあったが、2012年（平成24年）度の工事により第2音楽室に放送室が移った。音楽室には小部屋（練習室）が4つある。内の一つはコーラス部の部室。音楽室は冷暖房が元々完備されている。その音楽室の横に並ぶ形で音楽堂がある。主に吹奏楽部が使用する。2階建て。
- その他

冷房が2006年（平成18年）度になって設置された（ヒーターについては1969年（昭和44年）度には設置が完了していた）。また、校舎の老朽化が進んでおり、2006年（平成18年）度には生徒玄関を含む校舎の約半分が取り壊され、同年度3月16日に新校舎が完成した。職員室は存在せず、代わりに各教科別々の「研究室（国語研究室、理科研究室など）」がある。

## 学校行事・部活動
- 青葉写生大会

1年生は校内、2、3年生は校外に出て行われる。毎年、各学年から青葉賞、青葉大賞が選出され、大賞は生徒の代表により選ばれる。また附中祭で全校生徒の作品が講堂に飾られる。
- 附中祭

文化的行事と体育的行事に分かれる。体育的行事は必ず20人21脚や40人全員リレーが行われ、クラスごとに速さを競う。20人21脚は怪我人が毎年多発するため、2007年の附中祭を最後に廃止された。
- 運動会

附中祭とは異なり、1日使って行われる体育的行事。附属中ならではの種目として、教育実習生全員による種目がある。
- 校内持久走大会

1月頃に行われる行事。男子は3km、女子は2km走る。ルートには隣接する附属小学校のグラウンドも入っている。
- 卒業記念音楽会

本校の伝統行事。1、2学年がそれぞれ課題曲、自由曲を1曲ずつ決めて合唱する。3年生のみ学年全体で6〜8曲を合唱する。卒業式前日に行われる。

## 著名な出身者

### 財界
- 生田正治（商船三井最高顧問）
- 佐谷宣昭（パイプドHD創業者・社長兼グループCEO）

### 政治・行政
- 関谷勝嗣（元参議院議員）
- 宮内秀樹（衆議院議員）

### 学者
- 林隆敏（関西学院大学商学部教授）
- 松岡紀雄（神奈川大学名誉教授）

### 落語家
- 入船亭遊京（落語家）

### 芸術
- 斉田正子（ソプラノ歌手）
- 森本麻衣（ピアノ奏者）

### マスコミ
- 鶴木陽子（元中京テレビアナウンサー）